# Sonata porteña
La Sonata Porteña op. 35 es una obra para flauta y piano de Dieter Lehnhoff.

## Estructura
Según lo expresa el compositor, la obra constituye una reflexión lúdica y desenvuelta sobre la forma clásica de la sonata, desde su propia experiencia actual. Su lenguaje musical de estilo muy personal incluye elementos rítmicos y melódicos reminiscentes de la música latinoamericana. La obra, que proporciona a los instrumentistas amplia posibilidad de exhibir sus destrezas y su virtuosismo interpretativo, está dispuesta en tres movimientos, como es propio en una sonata.
El movimiento inicial está en tiempo vivo marcado “Allegro”, exponiendo un primer tema inquisitivo y enérgico que lleva a una intensa interacción entre la flauta y el piano. Un segundo tema contrasta con el anterior por su carácter más austero, presentando una melodía a manera de canon entre la flauta y las diferentes voces del piano. Después de la exposición, ambas ideas son sometidas a escrutinio y desarrollo en fragmentos y figuraciones que llevan a la recapitulación, si bien ligeramente cambiada, de la exposición. El movimiento cierra con una conclusión cuyo peculiar sabor recuerda al ambiente de los barrios antiguos de Buenos Aires.
El segundo movimiento, titulado “Idilio”, es de contenido lírico y afectuoso. La flauta presenta una melodía amorosa con el acompañamiento suavemente rítmico y variado del piano. Saboreando el tema, la flauta entra en diálogos con el acompañamiento y se deleita en figuraciones virtuosas con las que varía el tema antes de volver a entregarse a la entonación de la idílica melodía inicial.
El movimiento final es un “Rondó”. El tema principal, de carácter eufórico y actitud jocosa, alterna con las respectivas exposiciones de otras dos ideas contrastantes, más líricas y contemplativas. El carácter cíclico de la obra se acentúa con la fugaz reaparición del tema canónico del movimiento inicial, antes de volver al clima animado y eufórico, concluyendo la obra con una nota optimista.
La Sonata Porteña fue compuesta en agosto de 2013 por encargo de la flautista guatemalteca Gabriela Corleto. Los intérpretes del estreno absoluto y de la grabación en primicia fueron Gabriela Corleto en la flauta y Jr. Medina al piano.

## Grabaciones
- Gabriela Corleto, Flautista y túnel: Música Guatemalteca para Flauta. Guatemala: Artes Landívar y Fundación Paiz para la Educación y la Cultura, 2013, pistas 8-10.

- Dieter Lehnhoff, Collage. Gabriela Corleto, flauta, y Jr. Medina, piano. Guatemala: Universidad Rafael Landívar, Instituto de Investigación y Estudios Superiores en Musicología IMUS, 2016, pistas 4-6.

- Datos: Q28662999